# Đồ họa 3D
Đồ họa 3 chiều trong đồ họa máy tính là kĩ thuật đồ họa sử dụng các dữ liệu hình học có tọa độ 3 chiều rồi thực hiện tính toán để kết xuất hình ảnh 2 chiều. Các hình ảnh đó có thể được lưu trữ hoặc hiển thị theo thời gian thực.
Đồ họa máy tính 3D dựa trên nhiều thuật toán giống như máy tính 2D đồ họa vector trong mô hình khung dây và máy tính 2D đồ họa raster trong màn hình hiển thị cuối cùng.
Đồ họa máy tính 3D thường được gọi là mô hình 3D. Ngoài đồ họa được hiển thị, mô hình được chứa trong tệp dữ liệu đồ họa. Tuy nhiên, có sự khác biệt: mô hình 3D là biểu diễn  toán học của bất kỳ đối tượng ba chiều nào. Một mô hình không phải là một đồ họa kỹ thuật cho đến khi nó được hiển thị. Một mô hình có thể được hiển thị trực quan dưới dạng hình ảnh hai chiều thông qua một quá trình được gọi là dựng hình 3D hoặc được sử dụng trong các phép tính và tính toán mô phỏng máy tính phi đồ họa. Với in 3D, các mô hình 3D tương tự được hiển thị thành mô hình vật lý 3D của mô hình, với những giới hạn về độ chính xác của kết xuất có thể phù hợp với mô hình ảo.

## Lịch sử
William Fetter đã được ghi nhận với việc đặt ra thuật ngữ ‘’đồ họa máy tính’’ vào năm 1961 để mô tả công việc của mình tại Boeing.  Một trong những màn hình đầu tiên của hoạt hình máy tính là Futureworld (1976), bao gồm một hình ảnh động về khuôn mặt người và một bàn tay xuất hiện trong bản thử nghiệm ngắn A Computer Animated Hand năm 1972, do sinh viên Đại học Utah Edwin Catmull và Fred Parke tạo ra.
Phần mềm đồ họa máy tính 3D bắt đầu xuất hiện cho các máy tính gia đình vào cuối những năm 1970. Ví dụ đầu tiên được biết đến là đồ họa nghệ thuật 3D, một bộ hiệu ứng đồ họa máy tính 3D, được viết bởi Kazumasa Mitazawa và được phát hành vào tháng 6 năm 1978 cho Apple II.

## Tổng quan
Tạo đồ họa máy tính 3D rơi vào ba giai đoạn cơ bản:
1. Mô hình 3D - quá trình tạo thành một mô hình máy tính về hình dạng của một vật thể
2. Bố cục và hoạt ảnh - vị trí và chuyển động của các đối tượng trong một cảnh
3. Dựng hình 3D - các tính toán của máy tính dựa trên vị trí ánh sáng, loại bề mặt và các phẩm chất khác, tạo ra hình ảnh